# Ivetofta sparbank

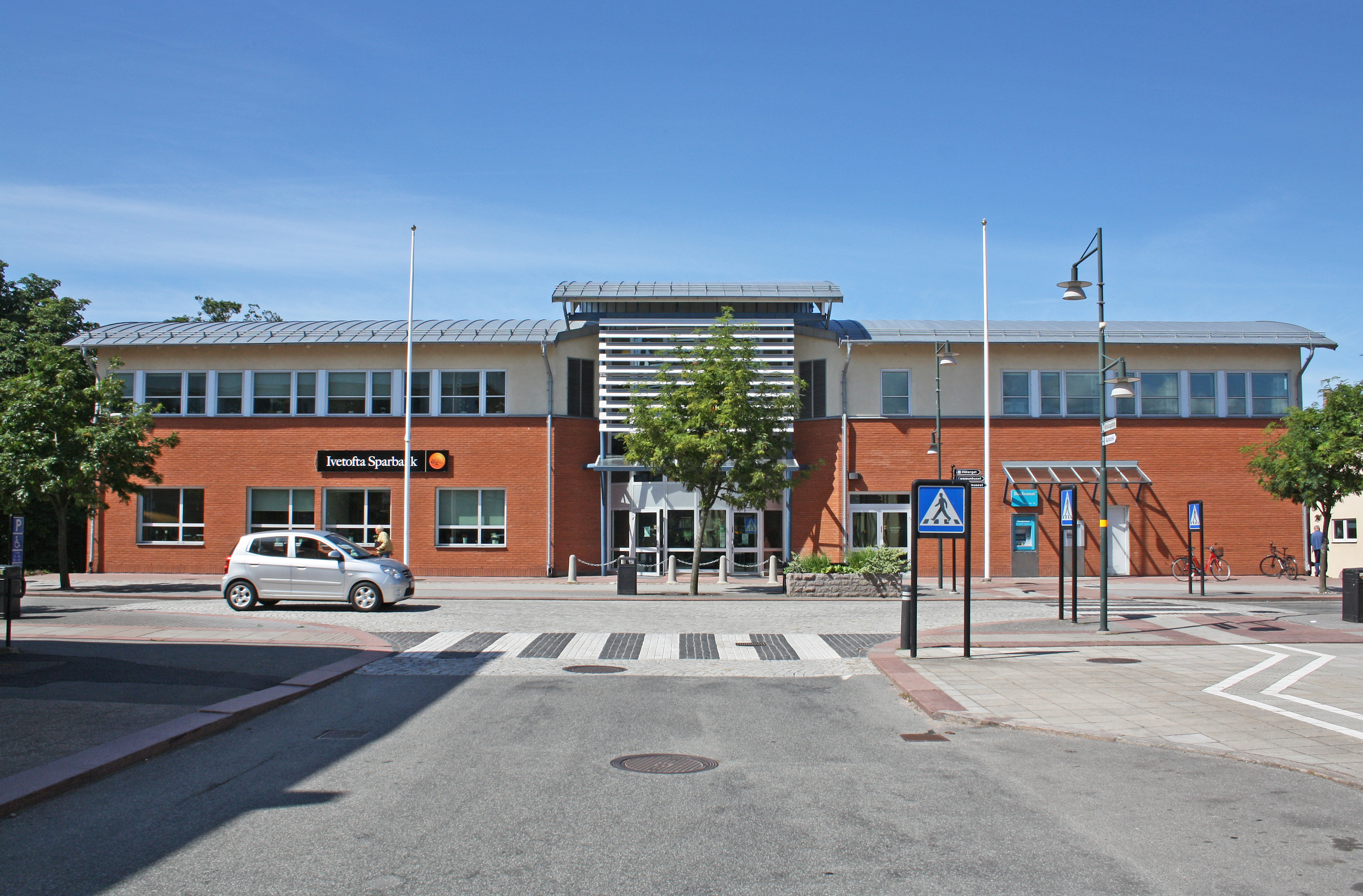
Ivetofta sparbanks huvudkontor i Bromölla, 2017.

Ivetofta sparbank (även kallad Ivetofta Sparbank i Bromölla) är en sparbank i Bromölla kommun med kontor i Bromölla och Näsum.
Banken grundades år 1905 som Ivetofta sockens sparbank med en grundfond på 5000 kronor. Reglemente hade fastställts den 12 december 1904. År 2001 köpte banken två kontor av Föreningssparbanken.

## Källhänvisningar
1. 1 2  Om Ivetofta Sparbank Arkiverad 13 september 2016 hämtat från the Wayback Machine., Ivetofta sparbank
2. ↑  "Sparbanker tillkomna och upphörda 1893-1912", Vårt sparbanksväsen: 1893-1945, Emil Sommarin, 1945, sid. 498